# Pieni Mäntylampi
Pieni Mäntylampi är en sjö i kommunen Joensuu i landskapet Norra Karelen i Finland. Den är 9,1 meter djup. Arean är 38 hektar och strandlinjen är 3,91 kilometer lång. Sjön  ingår i Vuoksens huvudavrinningsområde.   Den ligger omkring 30 kilometer öster om Joensuu och omkring 400 kilometer nordöst om Helsingfors. 